# Audian (Santa Cruz)
Audian (tetum für „dornenfreier Bambus“) ist eine osttimoresische Aldeia. Sie bildet den Norden des Sucos Santa Cruz (Verwaltungsamt Nain Feto, Gemeinde Dili). In Audian leben 1734 Menschen (Stand 2015).

## Lage und Einrichtungen

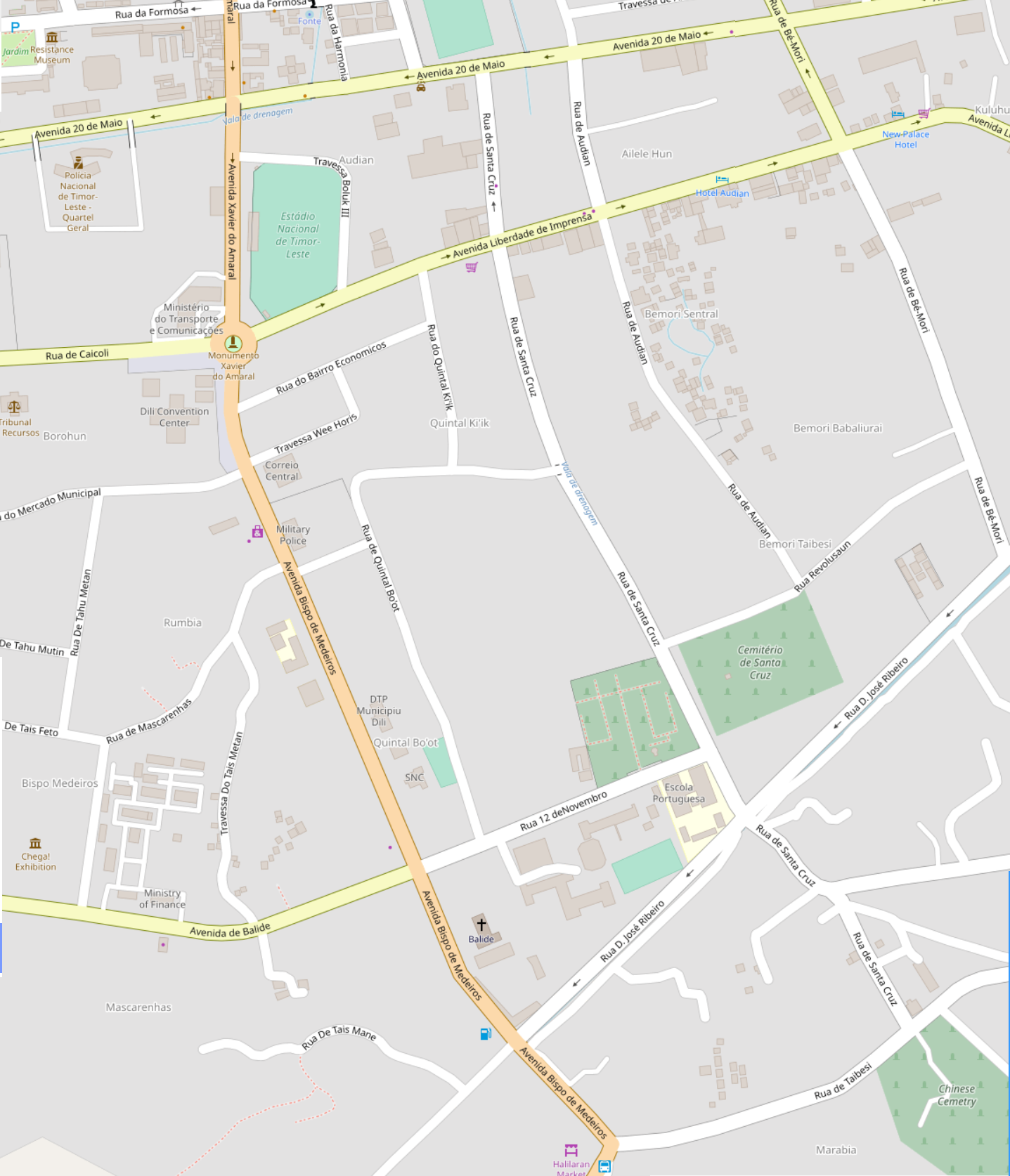
Straßenkarte von Santa Cruz

Die Aldeia entspricht dem gleichnamigen traditionellen Stadtteil, dessen Osten auch zu Ailele Hun gehört. Südlich von Audian liegen jenseits der Avenida da Liberdade de Imprensa die Aldeias Loceneon, Baheda und Moris Foun sowie der Suco Bemori. Im Westen befindet sich, jenseits der Avenida Xavier do Amaral der Suco Mascarenhas, im Nordwesten der Suco Colmera, im Norden jenseits der Avenida 20 de Maio der Suco Gricenfor, im Osten jenseits der Rua de Bé-Mori der Suco Acadiru Hun und im Südosten jenseits der Avenida da Liberdade de Imprensa der Suco Bemori. Aufgrund der Einbahnstraßenregelung kann man nur entgegen dem Uhrzeigersinn um Audian herumfahren.
Im Westen von Audian steht das Nationalstadion von Osttimor. Daneben befindet sich ein Kreisverkehr, dessen Südteil zu Loceneon, der Nordteil zu Audian gehört. Im Zentrum steht das Denkmal von Francisco Xavier do Amaral, dem ersten Präsidenten Osttimors.

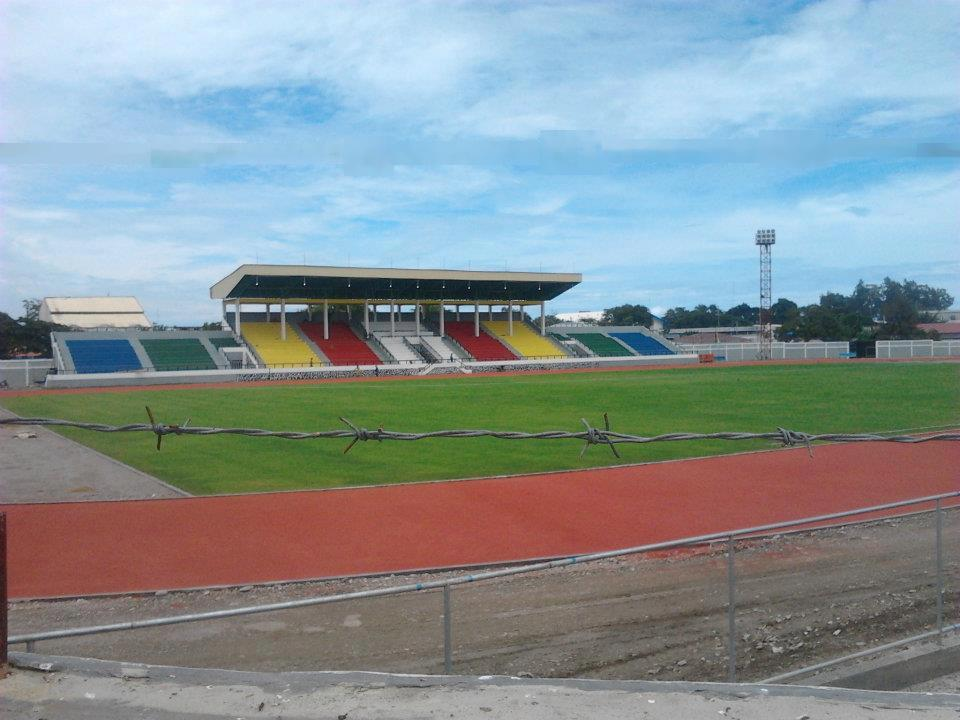
Nationalstadion von Osttimor